# レイ・パーラー
レイモンド "レイ"・パーラー（Raymond "Ray" Parlour, 1973年3月7日 - ）は、イングランド・ロンドンバーキング出身の元サッカー選手。元イングランド代表。現役時代のポジションはセントラルミッドフィルダー及び右サイドハーフ。
1992年から2007年までの間をプロ選手としてアーセナルFC、ミドルズブラFC、ハル・シティAFCで過ごしたパーラーは、アーセナル時代に古臭い印象から皮肉っぽいユーモアを込めて"The Romford Pelé"（ロムフォードのペレ）の愛称で親しまれ、また、その風貌に合う「縁の下の力持ち」としてチームを支える安定したパフォーマンスはファンから人気を集めた。ちなみに、愛称の名付け親は同僚のマルク・オーフェルマルスである。
引退後は、テレビで批評家として活動するのにとどまらず、BBCラジオ5・ライヴのトークスポーツでプレゼンターを務めている。2012年にはFAカップに出場するため、一時現役復帰してウェンブリーFC（en）と契約した。

## 経歴

### クラブ

#### アーセナル
1989年にアーセナルFCの下部組織に入団したパーラーは、1992年1月29日のリヴァプールFC戦（0-2）で同チームのトップチームからプロ初出場を飾るも、ペナルティーキックを与えてしまうミスを犯す苦いデビュー戦となった。以降の数年間は主に端役としての役割を務める一方、ツアー先の香港でタクシー運転手と問題を起こして懲戒処分を受ける問題児としての面を見せていた。
1994-95シーズンからは出場機会を大きく増やし、レアル・サラゴサとのUEFAカップウィナーズカップ 1994-95決勝（0-1）という重要な場面で先発出場を果たした。なお、タイトルを掲げたパルマFCとの前回大会決勝では、ベンチ入りするも出番は訪れていなかった。1996-97シーズンにアーセン・ベンゲル監督が就任すると、チームの主軸としてポール・マーソンと共にセントラルミッドフィルダーを任され、また、右サイドハーフでも起用されていくことになった。翌1997-98シーズンに36試合に出場してリーグ制覇に貢献し、ニューカッスル・ユナイテッドFCとのFAカップ決勝ではニコラ・アネルカの得点をアシストをして同試合の最優秀選手に選出される等、2冠達成に大きく貢献。以降の4年間でも中盤でコンビを組むパトリック・ヴィエラと共にチームを支えて数多くの栄光を享受していくこととなり、2002年のチェルシーFCとのFAカップ決勝戦では、相手に試合を支配され始める苦しい時間帯の中で30ヤードから貴重な先制点を記録。最終的に同試合の最優秀選手はフレドリック・ユングベリに譲ることとなったものの、再度の2冠達成に大きく貢献した。また、2000年12月9日のニューカッスル戦（5-0）でハットトリックを達成している。
一方の欧州カップ戦では、2000年3月23日にUEFAカップ1999-2000準々決勝ヴェルダー・ブレーメンとの第2戦でシーズン初得点にしてプロキャリア初のハットトリックを達成し、ガラタサライSKとの決勝戦でのPK戦では味方で唯一成功させた選手だった。2001年4月には、ハイベリーでのUEFAチャンピオンズリーグ 2000-01準々決勝第1戦のバレンシアCF戦で30ヤードから決勝点を記録した。また、2003年11月にスタディオ・ジュゼッペ・メアッツァでのインテルナツィオナーレ・ミラノ戦（1-5）では、ヴィエラ不在のため主将の代役を見事務めてアウェイの地で強豪相手に大勝することに尽力した。
アーセナル在籍12季で公式戦466試合31得点を記録し、プレミアリーグを3度、FAカップを4度、フットボールリーグカップを1度、UEFAカップウィナーズカップを1度と数多くのタイトルを獲得した。

#### アーセナル退団後
ミドルズブラ
2004年7月24日に自由移籍でミドルズブラFCと3年契約を締結。1季目は主軸としてプレーしていたものの、2季目は膝の軟骨損傷に悩まされ出場機会を減らしたことで2007年1月25日に契約解除と、新たなクラブと契約することを視野にアーセナルの練習に参加することが発表された。
ハル・シティ
2007年2月9日に同国2部のハル・シティAFCと2006-07シーズンまでの契約を締結。チームを3部降格から防ぐことに尽力したが、新たな契約を提示されることはなく、6月1日に退団が決定した。
ウェンブリー
ハル・シティ退団後に引退したパーラーは、テレビやラジオでコメンテーターを務めている中、9部にあたるノン・リーグに属するウェンブリーFC（en）のテクニカル・アドバイザーを務めるテリー・ヴェナブルズのFAカップ出場を目指すとの意気込みに呼応して、グレアム・ル・ソー、マーティン・キーオン、クラウディオ・カニーヒア、ブライアン・マクブライドといった元選手達と共に一時現役復帰を果たし、また、GKコーチにはデビッド・シーマンが就任した。後にウーゴ・エヒオグも参加するも、8月30日に予選1回戦のアクスブリッジFC戦で0-5と大敗し、大会を後にした。

### 代表
アーセナルで1997-98シーズンに2冠と同クラブの最優秀選手に輝く等、好調なパフォーマンスを見せていることから1998 FIFAワールドカップの一員に選出されると思われていたが、グレン・ホドル監督の指示により監督の友人でスピリチュアルヒーリングのEileen Dreweryに個別相談を受けた際、自身の髪型であるカールから「ショートバック＆サイドでお願いします」と冗談を言ったことが怒りを買ってしまったことで落選した。ホドル監督退任後、ケヴィン・キーガン監督時代の1999年3月27日にUEFA EURO 2000予選のポーランド戦でスティーブ・マクマナマンに代わり後半からイングランド代表初出場を飾った。しかし、本大会の一員には負傷により辞退を余儀なくされた。
イングランド代表としては10試合0得点を記録しているが、2000年10月11日に2002 FIFAワールドカップ・ヨーロッパ予選のフィンランド戦（0-0）で30ヤードから放ったシュートはクロスバーに直撃し、落下したボールがゴールライン上を越えていないとラインズマンが誤って判定したことで幻の得点となった。2000年11月15日のイタリアとの親善試合が代表最後の試合となっており、その後に新就任したスヴェン＝ゴラン・エリクソン監督の下では、数回招集されることはあったものの出場することはなかった。

## タイトル
代表
 イングランド U-21
- トゥーロン国際大会 : 1994

クラブ
 アーセナルFC
- プレミアリーグ : 1997-98, 2001-02, 2003-04
- FAカップ : 1992-93, 1997-98, 2001-02, 2002-03
- フットボールリーグカップ : 1992-93
- FAコミュニティ・シールド : 1998, 1999, 2002
- UEFAカップウィナーズカップ : 1993-94

個人
- プレミアリーグ月間最優秀選手 : 1999年3月度